# 42:a gatan
42:a gatan (engelska: 42nd Street) är en amerikansk musikalfilm från 1933 i regi av Lloyd Bacon och koreograferad av Busby Berkeley. Filmen är baserad på romanen 42nd Street av Bradford Ropes från 1932.
42:a gatan blev en av de mest lönsamma filmerna 1933. Den nominerades till en Oscar för bästa film och även för bästa ljud. Filmen valdes 1998 ut av USA:s kongressbibliotek för att bevaras i National Film Registry och 2006 hamnade filmen på 13:e plats på American Film Institutes lista över de 25 bästa amerikanska musikalfilmerna genom tiderna.

## Handling
Den kände Broadwayregissören Julian Marsh anlitas för att sätta upp en ny musikal åt producenterna Jones & Barry. Den finansieras av Abner Dillon för att hans flickvän, sångerskan Dorothy Brock ska bli känd. Marsh, som är allvarligt sjuk, är svår att arbeta för då han arbetar med långa arbetsdagar och ständigt driver på ensemblen hårdare för att få dem att bli bättre. När Brock bryter en vrist får en av körflickorna, Peggy Sawyer sin stora chans att bli stjärna.

## Rollista i urval
| Warner Baxter    | – Julian Marsh     |
| Bebe Daniels     | – Dorothy Brock    |
| George Brent     | – Pat Denning      |
| Ruby Keeler      | – Peggy Sawyer     |
| Una Merkel       | – Lorraine Fleming |
| Ginger Rogers    | – Ann              |
| Guy Kibbee       | – Abner Dillon     |
| Ned Sparks       | – Barry            |
| Dick Powell      | – Billy Lawler     |
| Allen Jenkins    | – MacElroy         |
| Edward J. Nugent | – Terry            |
| Robert McWade    | – Jones            |
| George E. Stone  | – Andy Lee         |

## Om filmen
Ursprungligen skulle 42:a gatan regisseras av Mervyn LeRoy men hans arbete med Jag är en förrymd kedjefånge blev för mycket och han blev sjuk, då Zanuck ville tjäna på den publicitet Ropes roman fått när den gavs ut i september 1932 gav han istället regiuppdraget till Lloyd Bacon. Zanuck lånade in Oscarsvinnaren Warner Baxter från 20th Century Fox för att spela rollen som Julian Marsh och anlitade stumfilmsveteranen Bebe Daniels som primadonnan Dorothy Brock. Filmen blev Ruby Keelers debut, och för de viktigare birollerna anställdes skådespelare som hade kontrakt med Warner Bros. som Guy Kibbee, George Brent och Dick Powell.